# Leucanella aspera
Leucanella aspera är en fjärilsart som beskrevs av Felder 1874. Leucanella aspera ingår i släktet Leucanella och familjen påfågelsspinnare. Inga underarter finns listade i Catalogue of Life.